# Sighere essexi király
Sighere (angolszászul: SIGHERE SIGEBRYHTING ESTSEAXANA CYNING), († 683), Essex királya 664–683 között rokonával, Sæbbivel.
I. Sigeberht essexi király fia. Sighere unokatestvérével, Sæbbivel ellentétben pogány maradt. Uralkodásuk rivalizálásokkal telt, Sighere szövetségese Wessex, míg Sæbbié Mercia volt. Sighere halála után Sæbbi egyedül uralkodhatott haláláig (694).

## Gyermekei
Sighere Wulfhere merciai király unokahúgát, Osyth-ot vette felségűl, de 673 körül eltaszította. Gyermekük valószínűleg nem született.

## Fordítás
- Ez a szócikk részben vagy egészben  a   Sighere of Essex című angol Wikipédia-szócikk fordításán alapul.  Az eredeti cikk szerkesztőit annak laptörténete sorolja fel. Ez a jelzés csupán a megfogalmazás eredetét és a szerzői jogokat jelzi, nem szolgál a cikkben szereplő információk forrásmegjelöléseként.

| Előző uralkodó: Swithelm, Swithelm | Essex királya 664 – 683 Sæbbivel közösen | Következő uralkodó: Sæbbi |